# Антоніу Педру
Антоніу Педру да Кошта (порт. António Pedro da Costa; 9 грудня 1909, Прая, Кабо-Верде — 17 серпня 1966, Каміня, Моледу) — перший португальський художник і поет-сюрреаліст, журналіст, актор, сценарист, один з найважливіших представників модернізму в португальській літературі та мистецтві першої половини XX століття.

## Порядок прізвищ
Як художник і поет широко знаний під ім'ям Антоніу Педру, хоча в покажчику авторів «Історії португальської літератури» А.-Ж. Сарайви та О. Лопеша позначили повне ім'я першого португальського сюрреаліста, як його писав сам автор: Педру да Кошта, Антоніу (порт. Pedro da Costa, António).

## Біографія
Батько був комерсантом і мав велику власність. Згідно з відомостями самого художника, його дід по батьківській лінії був капітаном корабля і жив на крайній півночі Португалії на кордоні з Галісією, а бабуся по материнській лінії мала ірландсько-валлійське походження. У 4 роки переїхав з сім'єю до Португалії. Початкову освіту здобув у Лісабоні, потім перебрався в Гуарду в Галісії, де брав участь у театральних виставах як актор. Потім продовжив середню освіту в Сантарені та Коїмбрі. Навчався на юридичному та філологічному факультетах Лісабонського університету, але жоден з курсів не закінчив.
1929 року на шляху до Кабу-Верде склав збірку «Щоденник» (Diário), і вважається деякими критиками першим кабовердіанцем, який відкрив літературний Кабу-Верде, і розцінений як предтеча основоположників кабовердіанської ідентичності. 1934 та 1935 роки провів у Парижі і навчався в Інституті мистецтва та археології (фр. Institut d'art et d'archéologie) у Сорбонні.
Визнається першим португальським галеристом, тому що 1933 року організував і до 1938 року керував першою галереєю сучасного мистецтва в Лісабоні (UP). У ті роки Антоніу Педру виконував важливу роль у новаторських рухах пластичного мистецтва, був близьким з художником Антоніу Дакоштою (Antônio Dacosta) — обидва задавали передовий тон португальському мистецтву 1930 — 1940-х років. 1935 року ці художники виставляли свої роботи в Лісабоні, де вони сприймалися новими та несподіваними, хоча в Парижі ними не було кого дивувати. 1940 року організував спільну з англійською скульпторкою Памелою Боден (Pamela Boden) виставку небачених раніше в Португалії художніх новинок. Один рік, з грудня 1940 до кінця 1941 року, пробув у Бразилії, де публікувався в журналах, виставлявся в Ріо-де-Жанейро та Сан-Паулу, продавав свої роботи музеям. Маріу де Андраде у статті «Diário de São Paulo» від 12 серпня 1941 року писав про Антоніу Педру як про «видатного художника» (notável pintor (sic)). Висока оцінка була викликана роботами, що виставлялися у Лісабоні: 1935 року «15 віршів навмання» (фр. 15 Poèmes au hasard) і 1936 року «Просторові поеми» (фр. Poèmes dimensionnels), що передували неоконкретному мистецтву (порт. neoconcretismo sic) та візуальну поезію, що виникли у Бразилії у 1950-х роках.

### Manifeste Dimensioniste
1936 року у Парижі Ширато Карой, теоретик абстрактного геометричного мистецтва і концептуальних об'єктів, видав у додатку в першому номері журналу «La revue N+1» «Просторовий маніфест» (фр. Manifeste Dimensioniste «Діменсіоністський маніфест»), який підписали 26 діячів сучасного мистецтва. Свої підписи поставили художники, скульптори, фотографи: Бен Ніколсон, Александр Колдер, Давид Какабадзе, Катаржина Кобро, Жуан Міро, Ласло Мохой-Надь, Антоніу Педру, Ганс Арп, Каміль Бріан, Робер Делоне, Казар Домела, Марсель Дюшан, Василь Кандинський, Єрванд Кочар, Франсіс Пікабіа, Енріко Прамполіні, Ширато Карой, Соня Делоне, Софі Тойбер-Арп й інші.
У маніфесті Ширато Карой заснував свою теорію простору (фр. théorie du planisme) на ідеї чотиривимірного псевдоевклідового простору Германа Мінковського (простір Мінковського), в якому час і простір є єдиним простором-часом. Проголошувалося відкриття першої просторової виставки художників-авангардистів різних країн.
Тоді створення концептуальних об'єктів Антоніу Педру («Метафізичний апарат для медитації» Aparelho metafísico de meditação, 1935) впливали «реді-мейди» французького художника Марселя Дюшана. Деякі роботи безпредметного геометричного живопису та графіки виконані у стилі Жуана Міро та Василя Кандинського, інші несуть вплив супрематизму та конструктивізму. До найвідоміших робіт художника відносять «Острів Пса» (A Ilha do Cão, 1940) і «Викрадення в населеній місцевості» (Rapto na paisagem povoada, 1946).
У 1942—1943 роках керував виданням журналу авангардистів «Variante». Виданий 1942 року твір «Всього лише наратив» (Apenas uma narrativa) вважається першим сюрреалістичним твором португальської літератури. Жанр цього прозового твору визначити непросто, але літературознавці відносять його до романів. У 1944—1945 роках працював у Лондоні португальським кореспондентом Бі-бі-сі, був пов'язаний з групою англійських сюрреалістів.
У жовтні 1947 року в Лісабоні відбулася перша зустріч, яка поклала початок заснуванню Лісабонської сюрреалістичної групи (Grupo Surrealista de Lisboa). Живопис тісно спліталася з поезією, тому участь в ньому брали як художники, так і поети, точніше поети-художники: Антоніу Педру, Жозе-Аугушту Франса (José-Augusto França), Кандіду Кошта Пінту (Cândido Costa Pinto), Марселіну Вешпейра, Фернанду де Азеведу (Fernando de Azevedo), Антоніу Домінгеш (António Domingues). Група остаточно оформилася 1948 року, коли до її складу увійшли Антоніу Педру, Маріу Сезаріні, Алешандре О'Нілл, Жозе-Аугушту Франса, Вешпейра, Моніш Перейра (João Moniz Pereira), Фернанду де Азеведу, Антоніу Дакошта (António Dacosta) й Антоніу Домінгеш. До сюрреалістів також відносилися фотографи Фернанду Лемуш (Fernando Lemos), Жорже Вієйра (Jorge Vieira). Т. П. Каптерева коротко описала колективну картину Лісабонської групи: «сюрреалізм в Португалії був явищем запізнілим і наслідувальним». На виставці сюрреалістів 1949 року в Лісабоні експонувалося велике полотно «Вишуканий труп» (Cadavre Exquis). Вже сама назва, що сходила до 1920-х років, початок фрази, пов'язаної з прийомами створення літературних і мальованих творів методом «автоматизму письма», мало вигляд глибокого анахронізму. Працювали над картиною Антоніо Педро, Антоніо Домінгеш, Фернандо де Азеведу, Веспейра, Моніш Перейра писали по черзі абсолютно довільні сумбурні шматки, що створили в цілому сюрреалістичне поєднання непоєднуваного. Тут багато що мало вигляд прямого запозичення з репертуару минулого. Наслідування Сальвадору Далі, Іву Тангі, Полю Дельво, Рене Магрітту можна виявити і в похмурих роботах Антоніо Педро, лідера групи («Викрадення в населеній місцевості», «Інтервенція романтизму», «Острів собаки»), і в композиціях молодших художників, присмачених сильною порцією еротизму («Живопис» Моніша Перейри).
Групі бракувало згуртованості та почуття колективізму. Вже 1949 року навколо Сезаріні утворився новий гурток сюрреалістів, який А.-Ж. Сарайва й О. Лопеш іменували групою незгодних (grupo dissidente). Його учасники увійшли до конфронтації з прихильниками Антоніу Педру, і це протистояння не припинялося до розпаду руху у 1952 році. Попри це, португальські сюрреалісти продовжували втілювати свої ідеї індивідуально. Деякі з них починали як неореалісти, потім тяжіли до безпредметного живопису та переходили до абстракціонізму. За час активності руху проводилися виставки та конференції, було випущено чотири так званих «Сюрреалістичних зошити» (Cadernos Surrealistas) — групових антологій невеликого обсягу.
1949 року вийшла друга важлива публікація Антоніу Педру «Protopoema da Serra d'Arga». З кінця 1940-х років Антоніу Педру майже повністю поринув у театральну діяльність, зігравши величезну роль у відновленні португальського театру. У Лісабоні ці спроби не набули широкого визнання. 1953 року заснував Експериментальний театр Порту (Teatro Experimental do Porto), яким керував до 1962 року. Здійснював постановки п'єс Артура Міллера, Ежена Йонеска, Бернарду Сантарену. Сам писав твори для створеної ним театральної трупи. В історії португальського експериментального театру це була одна із тривалих спроб його оновлення. У 1950-х роках осів у будинку діда, в Міню, на кордоні з Галісією. В останні роки життя захоплювався скульптурою та керамікою.

## Основні публікації та художні об'єкти
Поезія
- 1926 — Os meus 7 pecados
- 1927 — Ledo Encanto
- 1928 — Distância, Canções de António Pedro
- 1929 — Devagar
- 1929 — Diário («Щоденник»)
- 1931 — Máquina de Vidro
- 1932 — A Cidade, Oficinas gráficas UP, Separata da «Página Literária»
- 1936 — 15 Poémes a hasard
- 1936 — Primeiro Volume
- 1938 — Onze poemas líricos de exaltação eo folhetim
- 1938 — Casa de Campo
- 1949 — Protopoema da Serra d'Arga
- 1951 — Invocação para um poema marítimo

Проза та теорія мистецтва
- 1937 — Desimaginação
- 1939 — Grandeza e virtudes da Arte Moderna
- 1942 — Apenas uma narrativa[10] («Усього лише наратив»)
- 1947 — Teatro
- 1950 — Andam Ladrões cé em Casa
- 1952 — Martírios de fingimento («Мученики вдавання»)
- 1962 — Pequeno Tratado de Encenação («Невеликий трактат про постановку»)

Посмертні видання
- 1981 — Teatro completo (1981), збірка творів для театру, вступ Luiz Francisco Rebello
- 2012 — Nana de noche (2012)

Живопис, кераміка, скульптура
- 1934 — Le Crachat Embelli
- 1935 — Poema no espaço, об'єкт
- 1935 — Aparelho metafísico de meditação, об'єкт
- 1935 — Transmissão
- 1936 — Dança de roda
- 1939 — O Anjo da guarda
- 1939 — O Avejão lírico
- 1939 — Transmissão
- 1940 — Ilha do cão (Острів пса)
- 1940 — Intervenção romântica
- 1940 — Madrugada
- 1940 — Nós dois no Brasil
- 1943 — Tríptico solto de Moledo
- 1944 — Fantastic Figure and Animal in an Interior
- 1946 — Rapto na paisagem povoada
- 1948 — O Amanhecer das virgens
- 1952 — Duas esculturas de bronze (Три бронзові скульптури без назви)
- 1955 — Três esculturas de cerâmica (Три керамічні скульптури без назви)

## Каталоги виставок
- 1949 — Catálogo da exposição surrealista (Vespeira; Fernando de Azevedo; Antonio Dacosta; José Augusto França; Alexandre O'Neill; Antonio Pedro; João Moniz Pereira). / [introd.] José-Augusto França, Antonio Pedro. — Lisboa: Cadernos Surrealistas, 1949. 16 p.
- 2001 — Ávila M. J. Surrealismo, movimento surrealista e poesia surrealista em Portugal / Perfecto E. Cuadrado // O Surrealismo nas artes-plásticas em Portugal : 1934-1952 :  [порт.] / María Jesús Ávila, Perfecto E. Cuadrado. — Lisboa • Badajoz : IPM - Museu do Chiado • MEIAC, 2001. — 456 p. — 2000 екз. — ISBN 972-776-084-8. Каталог експозиції у Музеї сучасного мистецтва у Шіаду (район Лісабона).
- 2018 — Surrealism in Calouste Gulbenkian Foundation's Modern Art Collection (60 Portuguese surrealist works on loan from the Calouste Gulbenkian Museum) — Modern Collection Introductory texts, Pedro Álvares Ribeiro і Penelope Curtis, essay Antonio Gonçal. Cuadrado і Laura Mateus Fonseca.